# Telegraf Chappe’a

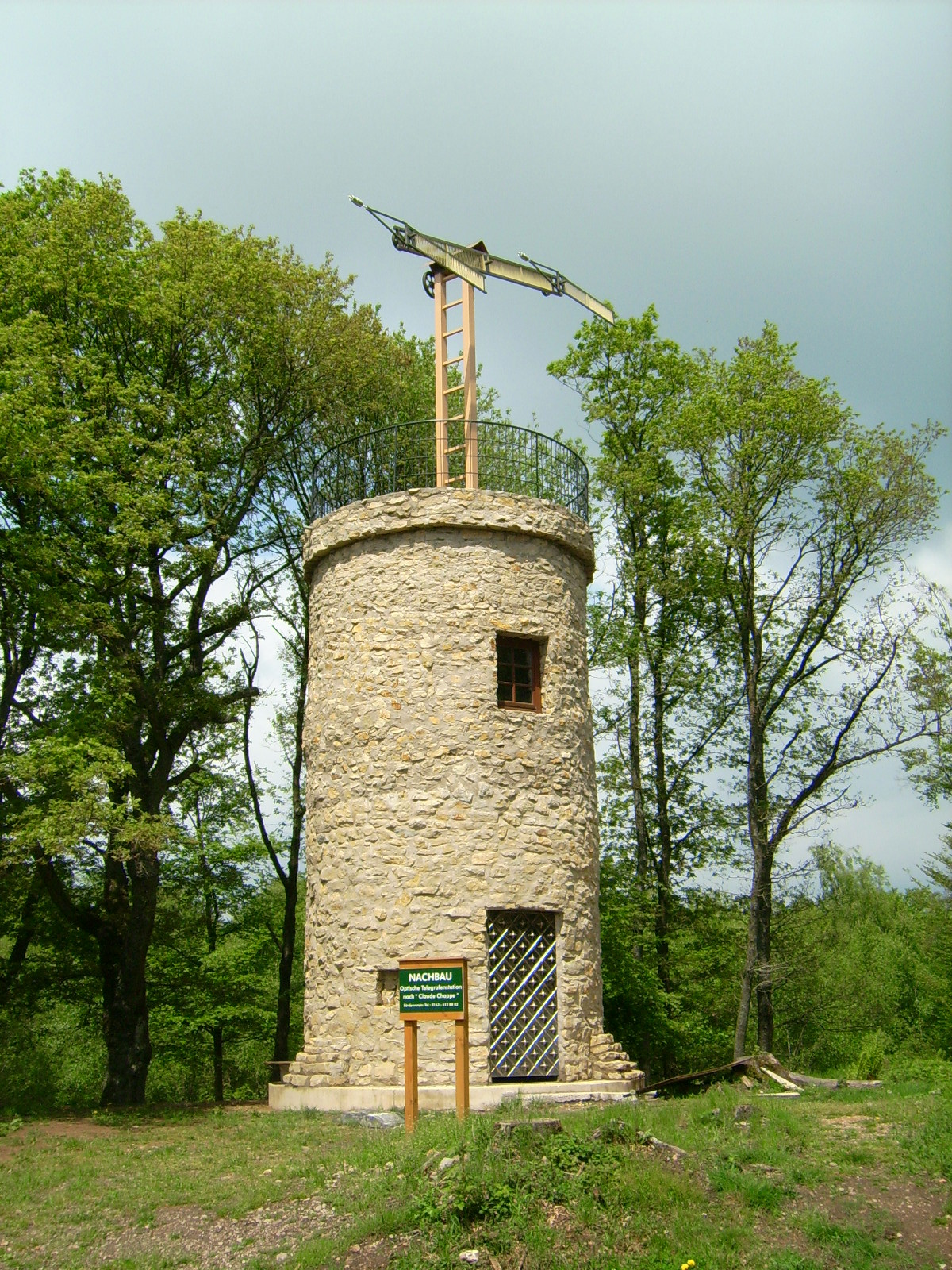
Replika telegrafu Chappe’a w Litermont, niedaleko Nalbach

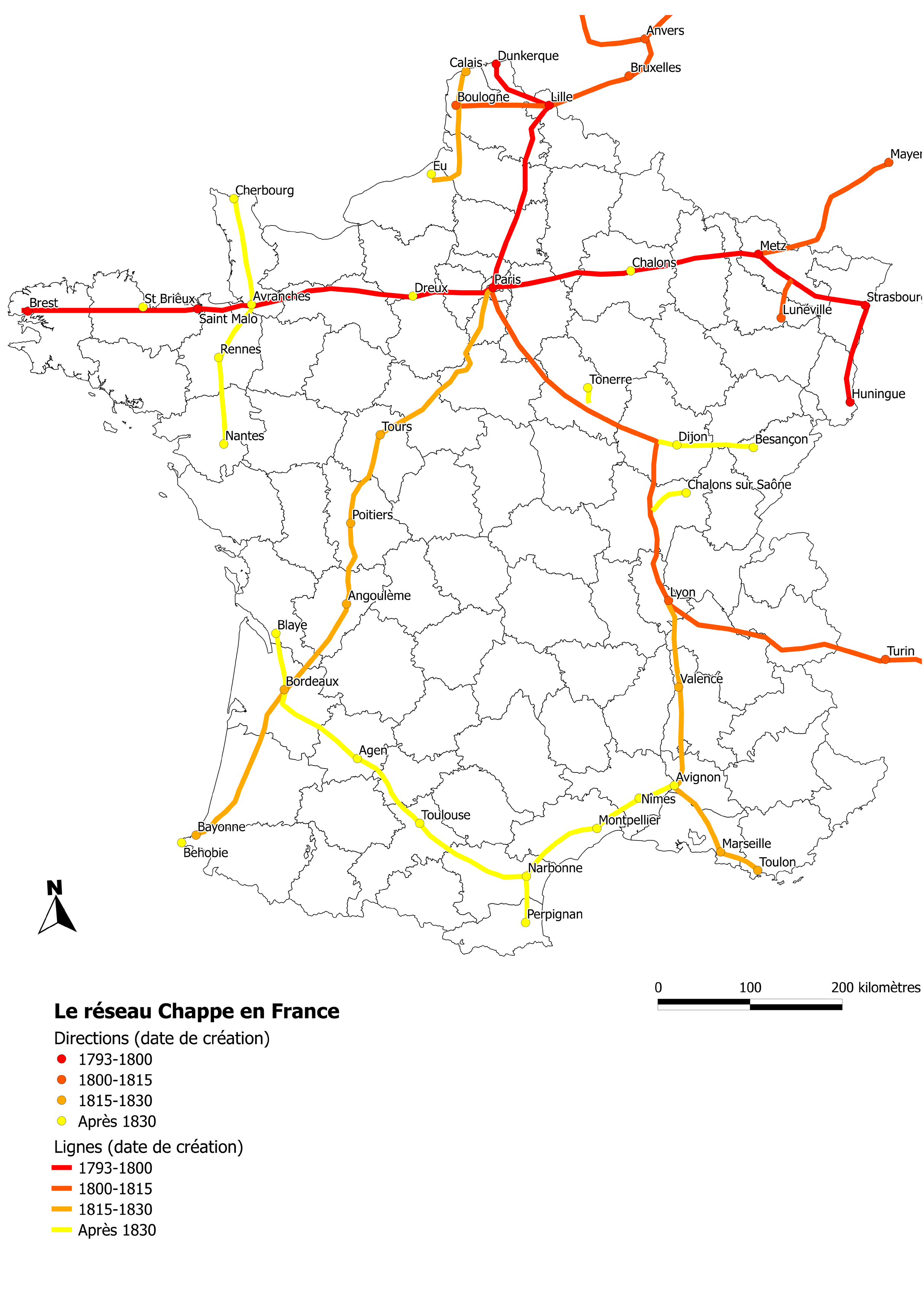
Mapa sieci telegrafów Chappe’a we Francji

Telegraf Chappe’a – system łączności optycznej, opartej na sieci specjalnych semaforów, wynaleziony przez Francuza Claude’a Chappe’a. Zaprezentowany po raz pierwszy w 1792 r., został wkrótce wprowadzony w całej Francji.
Brat Claude’a, Ignace, był deputowanym do francuskiego parlamentu rewolucyjnego. Dzięki jego znajomościom udało się zdobyć środki na uruchomienie linii przekaźnikowej z Lille do Paryża (miano wybudować 15 stacji rozmieszczonych na przestrzeni ok. 200 kilometrów), tą drogą miały być dostarczane najważniejsze wiadomości z frontu (Francja toczyła wówczas wojnę z wielką koalicją).

## Budowa
Projekt braci Chappe opierał się na użyciu specjalnie skonstruowanych dwóch ramion połączonych ze sobą w ten sposób, że mogły się one przemieszczać względem siebie. Każde ramię mogło zająć 7 pozycji, a ponadto dodatkowe ramię krzyżowe pozwalało na kolejne cztery układy, co razem umożliwiało stworzenie kodu opartego na 196 kombinacjach. Ramiona koloru czarnego miały od 1 do 10 metrów długości i zostały wyważone. Poruszanie nimi odbywało się za pomocą dwóch rączek. Lampy, które montowano w nocy okazały się w praktyce jednak nieużyteczne.
Wieże stacji przekaźnikowych znajdowały się w odległości od 16 do 32 kilometrów od siebie. Na każdej z wież znajdował się teleskop.

## Użycie
W 1792 r. przekazano pierwszą wiadomość z Paryża do Lille. W 1794 r. linią semaforową przekazano Paryżanom informację o zajęciu przez Austriaków Condé-sur-l’Escaut w mniej niż godzinę po tym fakcie. W tym czasie budowano także inne linie (m.in. do Tulonu). Cały system łączności został skopiowany w wielu innych państwach europejskich, a Napoleon używał go do koordynowania działań swej armii.
W 1824 r. Ignacy Chappe próbował wykorzystać wynalazek do przekazywania komercyjnych wiadomości handlowych (np. o cenach towarów), jednak napotkał na opór środowiska kupieckiego.
W 1846 r. we Francji wprowadzono łączność telegraficzną, jej przeciwnicy wzbraniali się przed nowym sposobem przekazywania informacji i ostrzegali przed możliwością akcji sabotażowych (które miały polegać na przecinaniu drutów).

## Nawiązania w kulturze popularnej
Semafory Chappe’a pojawiają się w powieści Aleksandra Dumasa „Hrabia Monte Christo”. Główny bohater wręcza tam łapówkę słabo opłacanemu operatorowi za przekazanie fałszywej wiadomości. Mimo że telegrafista nie znał kodu przekazywanych wiadomości, a jedynie kopiował ustawienia ramion, Edmund Dantes vel Hrabia Monte Christo podaje mu kartkę ze znakami, jakie ma przekazać.
Semafory Chappe’a (pod nazwą wieże Chappe’a) pojawiają się także w jednej z misji pobocznych gry Assassin’s Creed: Unity, gdzie gracz musi je zniszczyć, poprzez przecięcie linek sterujących ramionami.